# El próximo Rembrandt
El próximo Rembrandt (en inglés: The Next Rembrandt) es una pintura elaborada gracias a la tecnología 3D e información de la técnica y forma de trabajo del pintor barroco neerlandés Rembrandt Harmenszoon van Rijn. La elaboración del proyecto corrió a cargo de la agencia holandesa J. Walter Thompson Amsterdam que logró el objetivo por medio de algoritmos profundos de aprendizaje y técnicas de reconocimiento facial.

## Proceso de elaboración
Para hacer posible el proyecto se llevó a cabo una investigación multidisciplinaria utilizando 168.263 fragmentos de las 346 pinturas que conservamos de Rembrandt. Dentro de estos fragmentos se incluyeron también estudios y análisis previos de historiadores del arte, contenido de las pinturas del autor píxel por píxel añadiendo información sobre el estilo de trabajo, pigmentos habituales en la obra de Rembrandt, análisis de imágenes procesadas por la ciencia de datos, archivos digitales o, escaneados 3D de alta resolución. Un total de 150 GB de gráficos renderizados. Gracias a esto, la inteligencia artificial pudo entender la forma de pintar y la evolución que experimentó el artista.

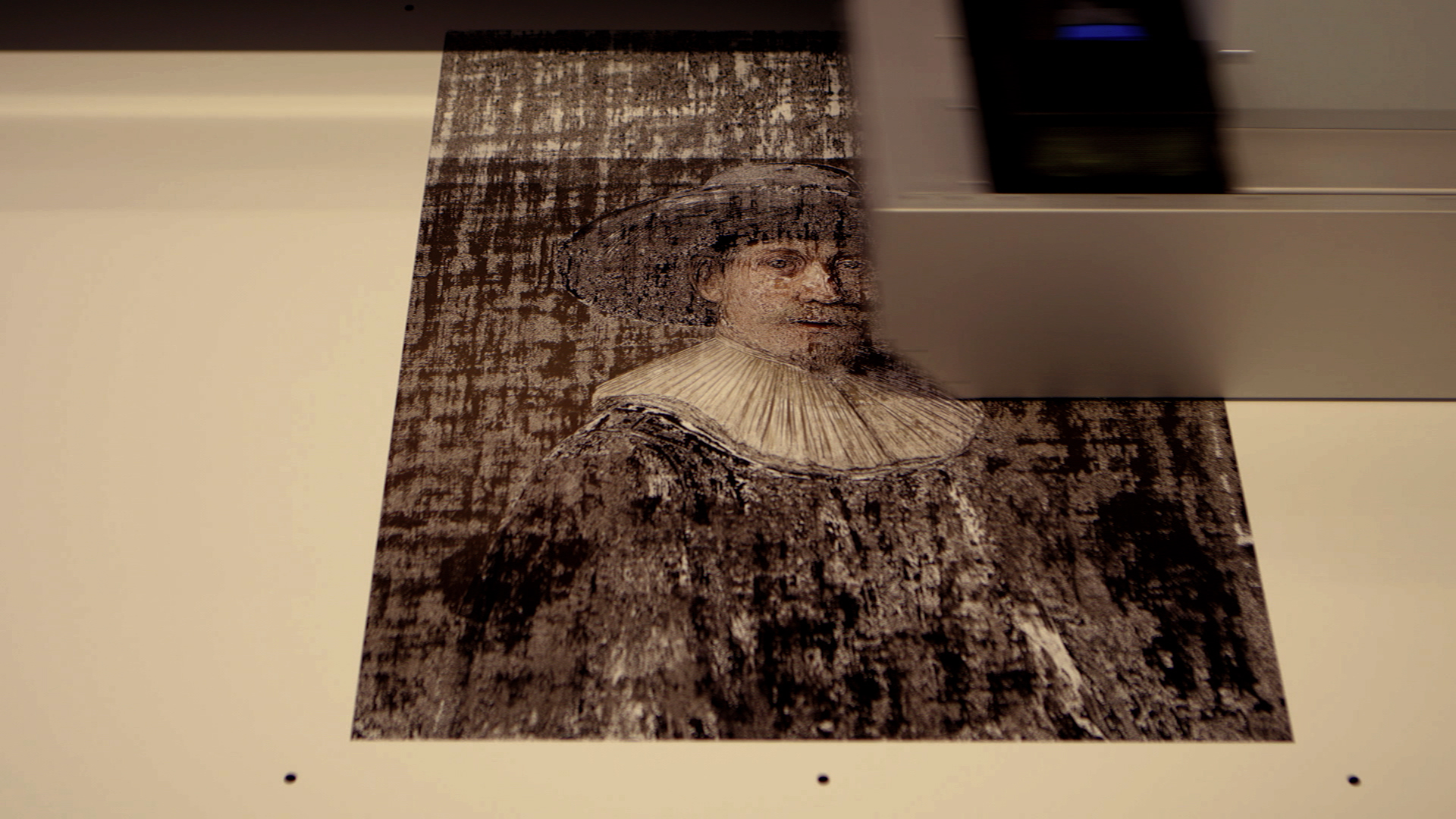
El proyecto The Next Rembrandt durante su proceso de impresión.

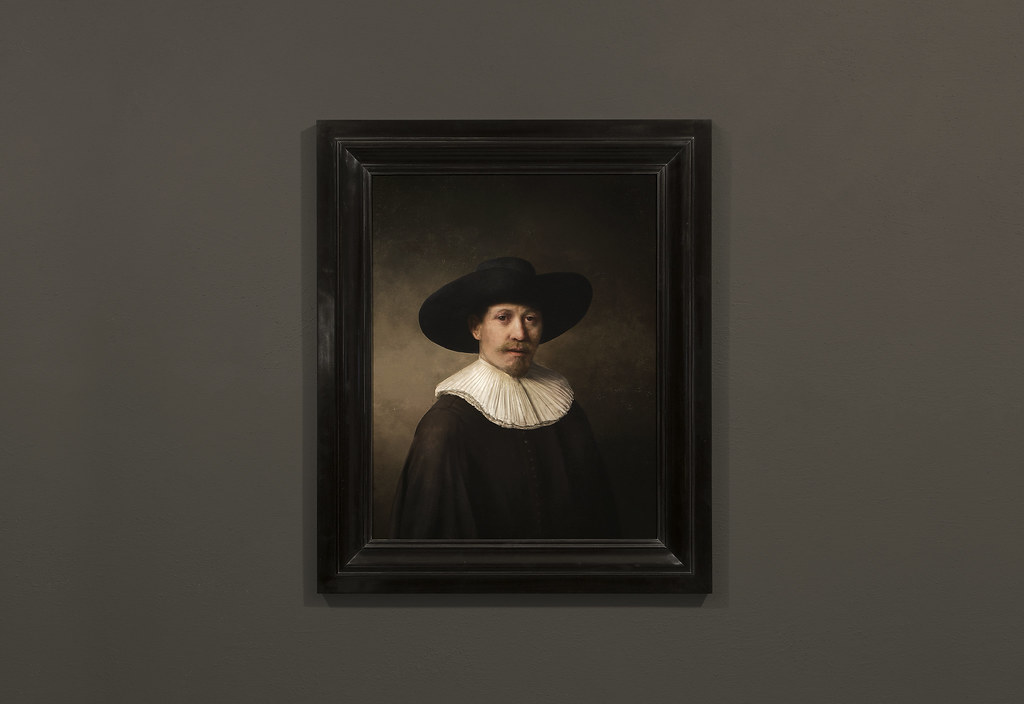
Resultado final del proyecto The Next Rembrandt.

Con los algoritmos de reconocimiento facial y de aprendizaje de las técnicas de Rembrandt, los desarrolladores fueron capaces de reconocer los patrones más habituales del pintor. Una vez identificados estos rasgos característicos del artista, la agencia ya supo que harían un retrato masculino (el 51% de los retratos de Rembrandt eran de hombres), caucásico y de entre 30 y 40 años de edad. También se determinó que el hombre tendría bigote, barba o patillas, que vestiría ropa oscura con cuello blanco y sombrero y, que su cabeza estaría inclinado hacia la derecha
A partir de aquí, un software específico se ocupó de las técnicas del artista cómo el claroscuro, el efecto de relevo y el esfumado (en italiano sfumato). Otro software analizó las medidas, proporciones, estructuras y disposición de los ojos, la nariz y la boca en todos los cuadros existentes del pintor. Establecieron 60 puntos en cada retrato de Rembrandt que los permitió medir la distancia entre los diferentes elementos del rostro.
Una vez creada ya la obra, estudiaron escaneos en 3D de las obras del artista para acabar de perfilar detalles cómo la pincelada, el relevo, la textura o los pigmentos habituales. Con una resolución de más de 149 millones de píxeles, la agencia utilizó una impresora 3D que usaba en la base tinta ultravioleta Imprimiendo varias capas consiguieron la altura y textura final del cuadro que emulaba así el aspecto de una pintura al óleo

## Presentación
El proyecto el nuevo Rembrandt fue presentado el 5 de abril de 2016 en una exhibición en Ámsterdam lugar donde Rembrandt vivió y trabajó. Desde su presentación, el proyecto ha ganado más de 60 premios de entre los cuales destacan 16 leones de Cannes, 5 premios D&AD, 10 premios One Show, 8 Eurobest, 8 premios LIA, 6 premios Epica y 3 premios Clio